# Distretto di Huamatambo
Il distretto di Huamatambo è uno dei dodici distretti della  provincia di Castrovirreyna, in Perù. Si trova nella regione di Huancavelica.